# Флаг Хабаровского края

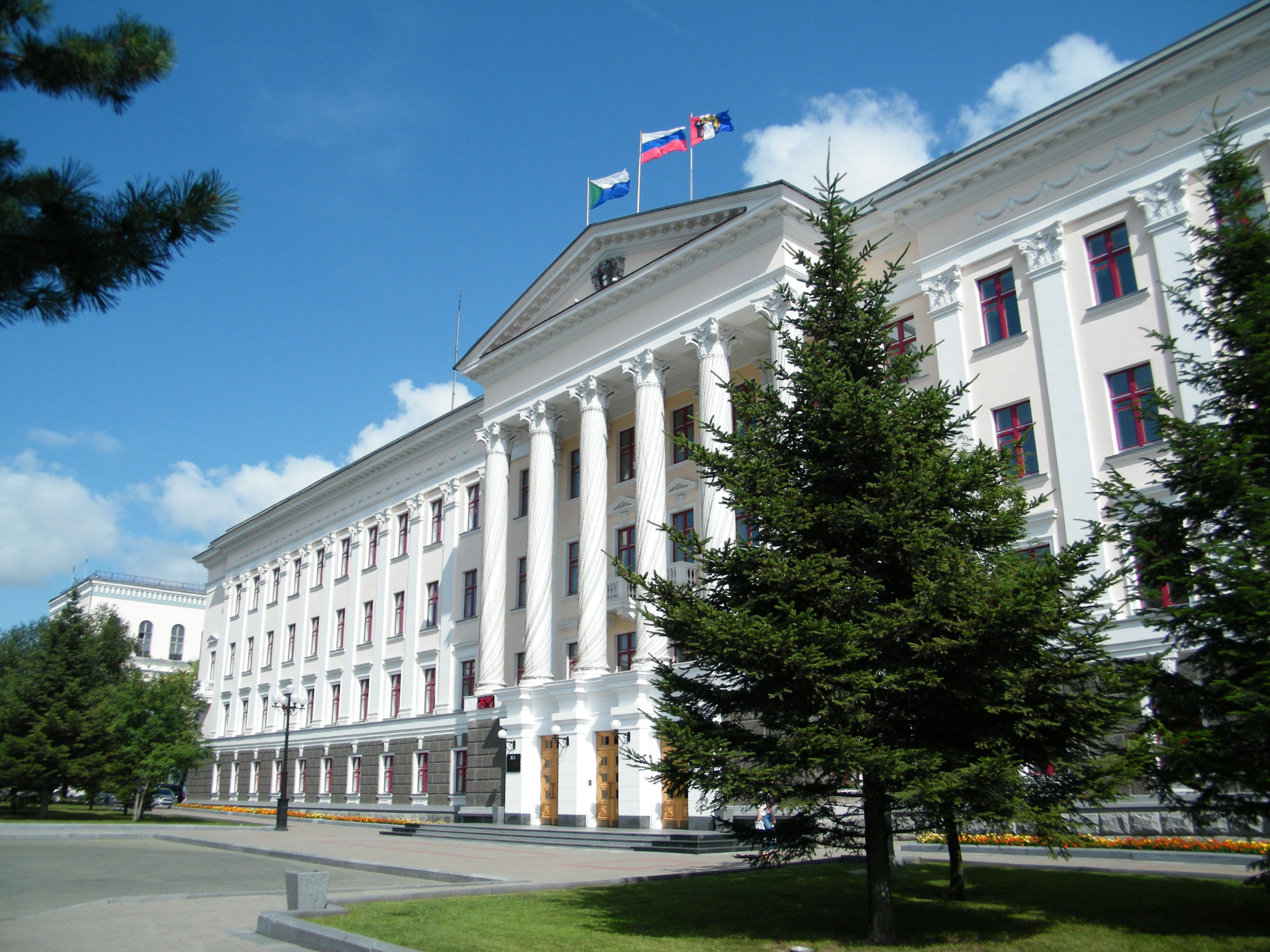
Флаг России, флаг Хабаровского края и флаг Хабаровска на здании городской администрации.

Флаг Хабаровского края является символом государственно-правового статуса Хабаровского края Российской Федерации.
Флаг утверждён 28 июля 1994 года и внесён в Государственный геральдический регистр Российской Федерации с присвоением регистрационного номера 149.

## Описание
«Флаг Хабаровского края представляет собой прямоугольное полотнище, разделённое вилообразно на три части (поле № 1, № 2, № 3). Внутренний угол равнобедренного треугольника (поле № 1) составляет 90 градусов. Поле № 1 — зелёного цвета, поле № 2 — белого цвета, поле № 3 — голубого цвета. Отношение ширины флага к его длине 2:3».
Законом Хабаровского края от 26 октября 2016 года № 207 с 1 января 2017 года устанавливается новое описание флага:
«Флаг Хабаровского края представляет собой прямоугольное полотнище с отношением ширины к длине 2:3, состоящее из двух равновеликих горизонтальных полос белого (вверху) и голубого цветов; у древка — равнобедренный треугольник зелёного цвета, основанием которого является край полотнища у древка, а вершина расположена на расстоянии одной трети длины полотнища от древка».

## Символика
Цвета флага Хабаровского края означают:
- белый — символ чистоты, добра, скромности, безоблачного мирного неба и чистоты помыслов жителей Хабаровского края;
- голубой — символ красоты, мягкости, величия, обширных водных ресурсов Хабаровского края;
- зелёный — символ надежды, радости, изобилия, уникальной флоры и фауны Хабаровского края, «бескрайнего моря тайги».

Первоначально положение о флаге содержало следующие два пункта, удалённые в 1997 году:

1.4. Флаг Хабаровского края выполнен под девизом: «Раз где поднят русский флаг, он опускаться не должен». (Император Николай I). 

1.5. В целом флаг Хабаровского края символизирует: 

— мирные, доброжелательные, человеколюбивые устремления жителей края, их безграничное гостеприимство и милосердие;
— безупречную верность друзьям и бескорыстную взаимопомощь; 

— пробуждение и обретение величия и красоты народами, проживающими в крае; 

— радостную, изобильную, экологически чистую жизнь.

## Похожие флаги

Флаг Вараша
(неофициальный) Флаг Зелёного Клина
Флаг Джибути